# Pi Radio
Pi Radio ist ein nichtkommerzielles Freies Radio aus Berlin. Terrestrisch ist das Radioprogramm in Berlin und Potsdam auf der UKW-Frequenz 88,4 MHz und der 90,7 MHz empfangbar und im Internet auch via Livestream.

## Geschichte
Die Geschichte Pi Radios beginnt Anfang der 1990er Jahre. Einige noch heute bei Pi Radio aktive Sendemacher fingen mit Piratenradio an.
1995 wurde auf Initiative des Landesverbandes Freier Radios Berlin-Brandenburg der Verein Pi-Radio e. V. gegründet – ein Zusammenschluss verschiedener Freier Radio-Gruppen, kultureller Initiativen und interessierter Einzelpersonen. Gründungsgruppen waren u. a. Radio Kabelbrand, Radio P, Radio 100.000, Klangwerk und ehemalige Mitarbeitern von Radio 100 und DT64.
Pi-Radio sendete bis Ende 1995 einen wöchentlichen Vier-Stunden-Block auf dem Offenen Kanal Berlin. Im Oktober 1995 organisierte der Verein die Berliner Unabhängigen Radio Nächte (B.U.R.N.), ein 48-stündiges Modellprogramm auf der Veranstaltungsfrequenz 94,8 MHz, verbunden mit Konzerten in 11 Berliner Clubs. Im Jahr 1996 und im Frühjahr 1997 veranstaltete Pi-Radio Hörfunk-Events auf öffentlichen Plätzen, bei denen die Programminhalte und Arbeitsweise von Freien Radios vorgestellt wurden. Im neuen Jahrtausend beteiligte sich Pi-Radio an der Kampagne für ein Freies Radio, führte Kulturveranstaltungen, Podiumsdiskussionen, Unterschriftensammlungen und Partys durch.
Da die Medienanstalt Berlin-Brandenburg (MABB) in absehbarer Zeit keine eigenständige Sendelizenz an ein Freies Radio in Berlin-Brandenburg vergibt, wurden mehrere Veranstaltungslizenzen vom Verein Piradio e. V. und der Initiative Radiopiloten initiiert, beantragt und durchgeführt.
- 31. Mai bis 4. Juni 2001: HipHop-Sommerschule – Eine Veranstaltungsfrequenz im Raum Berlin auf der Frequenz UKW 104,1 MHz in Zusammenarbeit mit der Volksbühne Berlin.
- 1. Juni bis 5. Juni 2003: Ersatzradio – Eine Veranstaltungsfrequenz im Raum Berlin auf der Frequenz UKW 104,1 MHz MHz für den Prater.
- 19. Dezember 2003 bis 10. Januar 2004: Radioriff auf Reisen – Eine Veranstaltungsfrequenz im Raum Berlin auf der Frequenz UKW 104,1 MHz für die Radiokampagne Berlin
- 10. bis 12. Juni 2005: Say What! – Eine Kinofunkfrequenz im Raum Berlin-Wuhlheide auf der Frequenz UKW 95,2 MHz im FEZ Wuhlheide im Rahmen von Projekt P
- 9. bis 11. Dezember 2005: Radioherbst FM – Eine Kinofunkfrequenz in Berlin-Mitte auf der Frequenz UKW 88,4 MHz für das ehemalige Theaterhaus Mitte am Koppenplatz
- 21. Juli 2008 bis 17. August 2008: Funkwelle FM – Ein Veranstaltungsradio im Raum Berlin-Innenstadt auf der Frequenz UKW 95,2 MHz zur Pro Artis Sommerakademie
- 1. September 2009 bis 22. November 2009: Herbstradio – Ein Veranstaltungsradio im Raum Berlin-Innenstadt auf der Frequenz UKW 99,1 MHz mit den Radiopiloten aus der Lottumstraße und dem Klubradio aus dem Haus der Kulturen der Welt im Rahmen der Rewind2020 und des Projekts „Berlin macht Radio“
- 1. bis 28. Februar 2010: Herbstradio Kinofunk – Ein Veranstaltungsradio im Raum Berlin-Innenstadt auf der Frequenz UKW 99,1 MHz mit den Radiopiloten, Klubradio, und Resonance FM im Rahmen der Berlinale und club transmediale.
- 22. Mai 2010 bis 20. Mai 2011: Pi Radio – Erste eigene nicht-kommerzielle Radiosendelizenz auf dem Sendeverbund 88vier mit der Brotfabrik
- 6. September bis 3. Oktober 2010: Radio Einheit – Ein Veranstaltungsradio im Raum Berlin-Innenstadt auf der Frequenz UKW 99,1 MHz mit der Brotfabrik, Radio F-Hain und reboot.fm im Rahmen „20 Jahre Deutsche Einheit“
- ab 23. Mai 2011: Pi Radio – Verlängerung der nicht-kommerziellen Radiosendelizenz auf dem Sendeverbund 88vier mit der Brotfabrik.

## Sendungen (Auswahl)
- Ahnes Liedermagazin – ein Liedermachermagazin, mit Ahne
- Dipolantenne – eine „schizonationale“ Radio-Show des Club der polnischen Versager, mit Adam Gusowski und Piotr Mordel
- Radio Hochsee – Ein „Klingende Hochsee Rätsel“, mit Falko Hennig
- Mondkalb – „Krüppel aus dem Sack“, mit Matthias Vernaldi und Karsten Krampitz
- Talkradio – ein Magazin der Partei für Arbeit, Rechtsstaat, Tierschutz, Elitenförderung und basisdemokratische Initiative
- Berlin Beatet Bestes – eine Sendung über sinnlose Produkte, mit Andreas Michalke
- Funkhaus Cordoba – „Wunder und Schmach“ aus der regionalen und überregionalen Musikwelt, mit Christoph Theußl und Jürgen Beer
- Radia Obscura – Ein gemeinsames Magazin von Radio Corax, dem Freien Sender Kombinat und Pi Radio.
- SmükTV – Alles über nichts – Aktuelles Magazin über Politik, Kultur und Gesellschaft
- It’s All in a Technicolour Dream – 60s Psychedelic, Sendung von und mit Stefan Rebohm und Martin Kersten
- SubCult – Klänge jenseits des Hauptstroms – Magazin für abseitige und seltengehörte Musik mit Interviews und subkulturellen Veranstaltungshinweisen, mit Niki Matita und Gary Flanell

## Partnerschaften bzw. Mitgliedschaften
- Oktober 2010: Bundesverband Freier Radios (BFR)
- Dezember 2010: Community Media Forum Europe (CMFE)
- World Association of Community Radio Broadcasters (AMARC)
- CBA – Cultural Broadcast Archive (Internationales Audio Archiv)

## Empfang
Das Programm kann flächendeckend in Berlin und Teilen Brandenburgs über UKW empfangen werden. Folgende regionale Frequenzen werden verwendet:
- Berlin: 88,4 MHz (abgestrahlt vom Fernmeldeamt Winterfeldtstraße) mit 2 kW,[6]
- Potsdam: 90,7 MHz (abgestrahlt vom Schäferberg) mit 100 W.[7]

Gleichzeitig ist das Programm weltweit über Internet zu empfangen.